# Мичевець
Мичевець (хорв. Mičevec) — населений пункт у Хорватії, у Загребській жупанії у складі міста Велика Гориця.

## Населення
Населення за даними перепису 2011 року становило 1 286 осіб.
Динаміка чисельності населення поселення:

## Клімат
Середня річна температура становить 10,76 °C, середня максимальна – 25,35 °C, а середня мінімальна – -6,23 °C. Середня річна кількість опадів – 881 мм.
| Клімат поселення                              | Клімат поселення | Клімат поселення | Клімат поселення | Клімат поселення | Клімат поселення | Клімат поселення | Клімат поселення | Клімат поселення | Клімат поселення | Клімат поселення | Клімат поселення | Клімат поселення | Клімат поселення |
| Показник                                      | Січ.             | Лют.             | Бер.             | Квіт.            | Трав.            | Черв.            | Лип.             | Серп.            | Вер.             | Жовт.            | Лист.            | Груд.            |                  |
| Середній максимум, °C                         | 6,14             | 8,22             | 12,80            | 17,35            | 22,35            | 25,35            | 24,77            | 24,02            | 20,05            | 14,75            | 8,91             | 5,00             |                  |
| Середня температура, °C                       | −0,04            | 2,03             | 6,60             | 11,16            | 16,16            | 19,16            | 20,86            | 20,10            | 16,14            | 10,84            | 5,00             | 1,10             |                  |
| Середній мінімум, °C                          | −6,23            | −4,15            | 0,40             | 4,97             | 9,97             | 12,98            | 16,96            | 16,21            | 12,23            | 6,92             | 1,08             | −2,82            |                  |
| Норма опадів, мм                              | 52               | 49               | 58               | 68               | 76               | 92               | 79               | 88               | 84               | 85               | 87               | 63               |                  |
| Середньомісячна швидкість вітру, м/с          | 1.70             | 1.90             | 2.30             | 2.20             | 2.00             | 1.90             | 1.80             | 1.69             | 1.60             | 1.70             | 1.77             | 1.73             |                  |
| Середньомісячна сонячна радіація, кДж/м²·день | 4148             | 6853             | 10525            | 14945            | 19120            | 21050            | 21996            | 19269            | 14130            | 8699             | 4566             | 3361             |                  |
| --------------------------------------------- | ---------------- | ---------------- | ---------------- | ---------------- | ---------------- | ---------------- | ---------------- | ---------------- | ---------------- | ---------------- | ---------------- | ---------------- | ---------------- |
| Джерело:                                      |                  |                  |                  |                  |                  |                  |                  |                  |                  |                  |                  |                  |                  |